# جوليا ألبا
جوليا ألبا (بالإسبانية: Julia Alba)‏ هي منافسة ألعاب القوى إسبانية، ولدت في 30 مايو 1972.

## وصلات خارجية
- جوليا ألبا على موقع الاتحاد الدولي لألعاب القوى (الإنجليزية)
- جوليا ألبا على موقع أوليمبيديا (الإنجليزية)